# Dompierre-sur-Besbre
Dompierre-sur-Besbre és un municipi francès, situat al departament de l'Alier i a la regió d'Alvèrnia-Roine-Alps. L'any 2007 tenia 3.293 habitants.

## Demografia

### Població
El 2007 la població de fet de Dompierre-sur-Besbre era de 3.293 persones. Hi havia 1.550 famílies de les quals 570 eren unipersonals (227 homes vivint sols i 343 dones vivint soles), 521 parelles sense fills, 347 parelles amb fills i 112 famílies monoparentals amb fills.
La població ha evolucionat segons el següent gràfic:
Habitants censats

### Habitatges
El 2007 hi havia 1.793 habitatges, 1.566 eren l'habitatge principal de la família, 82 eren segones residències i 145 estaven desocupats. 1.340 eren cases i 443 eren apartaments. Dels 1.566 habitatges principals, 843 estaven ocupats pels seus propietaris, 674 estaven llogats i ocupats pels llogaters i 49 estaven cedits a títol gratuït; 36 tenien una cambra, 124 en tenien dues, 352 en tenien tres, 487 en tenien quatre i 567 en tenien cinc o més. 1.067 habitatges disposaven pel capbaix d'una plaça de pàrquing. A 770 habitatges hi havia un automòbil i a 504 n'hi havia dos o més.

### Piràmide de població
La piràmide de població per edats i sexe el 2009 era:
| Homes | Edats   | Dones |
| ----- | ------- | ----- |
| 0     | 95 o +  | 8     |
| 8     | 90 a 94 | 24    |
| 24    | 85 a 89 | 84    |
| 20    | 80 a 84 | 44    |
| 44    | 75 a 79 | 88    |
| 108   | 70 a 74 | 120   |
| 92    | 65 a 69 | 132   |
| 96    | 60 a 64 | 120   |
| 88    | 55 a 59 | 84    |
| 160   | 50 a 54 | 116   |
| 136   | 45 a 49 | 132   |
| 120   | 40 a 44 | 128   |
| 88    | 35 a 39 | 96    |
| 120   | 30 a 34 | 96    |
| 116   | 25 a 29 | 88    |
| 88    | 20 a 24 | 92    |
| 100   | 15 a 19 | 108   |
| 80    | 10 a 14 | 72    |
| 68    | 5 a 9   | 92    |
| 88    | 0 a 4   | 84    |

## Economia
El 2007 la població en edat de treballar era de 1.963 persones, 1.413 eren actives i 550 eren inactives. De les 1.413 persones actives 1.227 estaven ocupades (700 homes i 527 dones) i 186 estaven aturades (75 homes i 111 dones). De les 550 persones inactives 216 estaven jubilades, 105 estaven estudiant i 229 estaven classificades com a «altres inactius».

### Ingressos
El 2009 a Dompierre-sur-Besbre hi havia 1.521 unitats fiscals que integraven 3.279 persones, la mediana anual d'ingressos fiscals per persona era de 16.417 €.

### Activitats econòmiques
Dels 177 establiments que hi havia el 2007, 3 eren d'empreses extractives, 3 d'empreses alimentàries, 1 d'una empresa de fabricació de material elèctric, 14 d'empreses de fabricació d'altres productes industrials, 19 d'empreses de construcció, 42 d'empreses de comerç i reparació d'automòbils, 8 d'empreses de transport, 12 d'empreses d'hostatgeria i restauració, 1 d'una empresa d'informació i comunicació, 11 d'empreses financeres, 14 d'empreses immobiliàries, 16 d'empreses de serveis, 19 d'entitats de l'administració pública i 14 d'empreses classificades com a «altres activitats de serveis».
Dels 54 establiments de servei als particulars que hi havia el 2009, 1 era una oficina d'administració d'Hisenda pública, 1 gendarmeria, 1 oficina de correu, 5 oficines bancàries, 7 tallers de reparació d'automòbils i de material agrícola, 1 taller d'inspecció tècnica de vehicles, 2 autoescoles, 3 paletes, 4 guixaires pintors, 3 fusteries, 3 lampisteries, 2 electricistes, 5 perruqueries, 2 veterinaris, 1 agència de treball temporal, 6 restaurants, 4 agències immobiliàries, 1 tintoreria i 2 salons de bellesa.
Dels 24 establiments comercials que hi havia el 2009, 2 eren supermercats, 2 grans superfícies de material de bricolatge, 2 fleques, 2 carnisseries, 1 una botiga de congelats, 3 llibreries, 1 una botiga de roba, 1 una botiga d'equipament de la llar, 1 una sabateria, 2 botigues d'electrodomèstics, 1 una botiga de mobles, 2 drogueries, 1 una joieria i 3 floristeries.
L'any 2000 a Dompierre-sur-Besbre hi havia 49 explotacions agrícoles que ocupaven un total de 3.200 hectàrees.

## Equipaments sanitaris i escolars
El 2009 hi havia 2 farmàcies i 1 ambulància.
El 2009 hi havia 2 escoles maternals i 2 escoles elementals. Dompierre-sur-Besbre disposava d'un col·legi d'educació secundària amb 360 alumnes.

## Poblacions més properes
El següent diagrama mostra les poblacions més properes.